# Cassiope wardii
Cassiope wardii là một loài thực vật có hoa trong họ Thạch nam. Loài này được Marquand mô tả khoa học đầu tiên năm 1929.